# 아가호역
아가호역(일본어: 英賀保駅 아가호에키[*])은 일본 효고현 히메지시에 위치한 서일본 여객철도의 역이다. JR 고베 선 오사카 방면에서의 신쾌속 열차는 아가호 역에서부터 각 역에 정차하며 아보시역에 인접한 아보시 종합 차량소에의 출입고 열차가 많으며 이는 가코가와역 ~ 히메지역 간의 보통 열차 편수보다도 많다. 이 때문에 모든 시간대에 시간당 4편 열차가 정차하고 있다.

## 역 구조
단식·섬식 형태가 뒤섞인 복합형 승강장으로 2면 3선의 지상역이다. 역사는 단식 승강장인 1번선 쪽에 있으며 2·3번 승강장과는 과선교로 연결되어 있다. 2번선은 중선으로 상하행 공용 대피선이다.
이코카 및 제휴 교통카드의 사용이 가능하다.

### 승강장
| 1 | ■ 산요 본선 | 반슈아코 · 오카야마 방면 |
| 2 | 예비        | 예비                     |
| 3 | ■ 산요 본선 | 히메지 · 오사카 방면     |

## 역사
- 1911년 11월 1일: 일본국유철도 산요 본선 히메지역 ~ 아보시역 간에 아가호 신호소로서 신설되었다.
- 1913년 4월 15일: 역으로 승격되어 아가호 역으로서 개업하였다.
- 1987년 4월 1일: 민영화에 따라 서일본 여객철도의 소속이 된다.
- 2003년 11월 1일: 이코카의 사용이 개시되었다.

## 인접한 역
| 서일본 여객철도 산요 본선 | 서일본 여객철도 산요 본선   | 서일본 여객철도 산요 본선    |
| ------------------------- | --------------------------- | ---------------------------- |
| 히메지 쓰루가 방면        | ■ 산요 본선 JR 고베 선 직결 | 하리마카쓰하라 반슈아코 방면 |
| 히메지 방면               | ■ 산요 본선                 | 하리마카쓰하라 오카야마 방면 |